# RLN3
RLN3 (англ. Relaxin 3) – білок, який кодується однойменним геном, розташованим у людей на короткому плечі 19-ї хромосоми. Довжина поліпептидного ланцюга білка становить 142 амінокислот, а молекулярна маса — 15 451.
| 10         |  | 20         |  | 30         |  | 40         |  | 50         |
| ---------- |  | ---------- |  | ---------- |  | ---------- |  | ---------- |
| MARYMLLLLL |  | AVWVLTGELW |  | PGAEARAAPY |  | GVRLCGREFI |  | RAVIFTCGGS |
| RWRRSDILAH |  | EAMGDTFPDA |  | DADEDSLAGE |  | LDEAMGSSEW |  | LALTKSPQAF |
| YRGRPSWQGT |  | PGVLRGSRDV |  | LAGLSSSCCK |  | WGCSKSEISS |  | LC         |

A: Аланін

C: Цистеїн

D: Аспарагінова кислота

E: Глутамінова кислота

F: Фенілаланін

G: Гліцин

H: Гістидин

I: Ізолейцин

K: Лізин

L: Лейцин

M: Метіонін

P: Пролін

Q: Глутамін

R: Аргінін

S: Серин

T: Треонін

V: Валін

W: Триптофан

Кодований геном білок за функцією належить до гормонів. 
Секретований назовні.